# Ejido de Coscomate del Progreso
Ejido de Coscomate del Progreso, eller bara Ejido de Coscomate, är ett samhälle (ejido) i Mexiko, tillhörande kommunen Jilotepec i den västra delen av delstaten Mexiko. Orten hade 1 452 invånare vid folkräkningen 2010.